# Đẳng cấp quý tộc Đại Anh

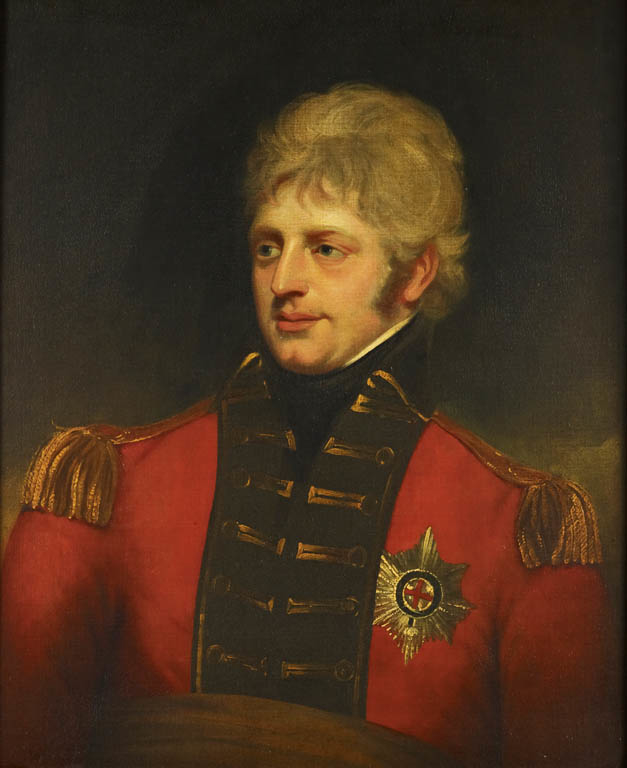
Vương tử Ernst August, con trai thứ 5 của Vua George III, được phong Công tước xứ Cumberland và Teviotdale thuộc Đẳng cấp quý tộc Đại Anh và sau được thừa kế Vương quốc Hannover với vương hiệu Ernst August I

Đẳng cấp quý tộc Đại Anh (tiếng Anh: Peerage of Great Britain) là một tập hợp, bao gồm tất cả các tước vị quý tộc còn tồn tại, được tạo ra ở Vương quốc Anh trong thời kỳ giữa Đạo luật Liên minh 1707 và Đạo luật Liên minh 1800. Nó thay thế cho Đẳng cấp quý tộc Anh và Đẳng cấp quý tộc Scotland, nhưng chính nó sau này cũng đã bị thay thế bởi Đẳng cấp quý tộc Vương quốc Liên hiệp Anh.
Đẳng cấp quý tộc Đại Anh có tất cả 5 cấp bậc, bao gồm: Công tước (Duke), Hầu tước (Marquess), Bá tước (Earl), Tử tước (Viscount) và Nam tước (Baron). Cho đến khi Đạo luật Viện Quý tộc được thông qua vào năm 1999, tất cả các cấp bậc quý tộc trong Đẳng cấp quý tộc Đại Anh đều có thể trở thành Nghị sĩ của Viện Quý tộc Anh.
Một số cấp bậc của Đẳng cấp quý tộc Đại Anh được tạo ra cho những quý tộc ở Đẳng cấp quý tộc Scotland và Đẳng cấp quý tộc Ireland, vì họ không có ghế đại diện trong Viện Quý tộc Anh, cho đến khi Đạo luật Đẳng cấp quý tộc 1963 cho phép các Đẳng cấp quý tộc Scotland có quyền sở hữu ghế trong Viện Quý tộc.
Trong bảng thống kê các cấp bậc thuộc Đẳng cấp quý tộc Đại Anh ở dưới đây, bao gồm cả những người có tước vị cao hơn hoặc ngang hàng ở các cấp bậc. Những quý tộc được biết đến bởi các tước vị cao hơn ở các Đẳng cấp quý tộc khác sẽ được liệt kê bằng chữ in nghiêng.

## Thứ tự
Các cấp bậc theo thứ tự trong Đẳng cấp quý tộc Đại Anh gồm có: Công tước (Duke), Hầu tước (Marquess), Bá tước (Earl), Tử tước (Viscount) và Nam tước (Baron).

## Tôn xưng
Tôn xưng của các đẳng quý tộc Hầu tước, Bá tước, Tử tước và Nam tước đều được gọi là "Lord X", trong đó "X" đại diện cho lãnh địa hoặc họ liên quan đến tước hiệu quý tộc. Các Nữ hầu tước, Nữ bá tước, Nữ tử tước và Nữ nam tước thì được gọi là "Lady X". Riêng các Công tước và Nữ công tước được gọi là "Duke" hoặc "Duchess", và trong ngữ cảnh phi xã hội, thì từ tôn xưng là "Your Grace".

## Tạo ra đẳng cấp
Công tước phi hoàng gia cuối cùng của Đại Anh được thành lập vào năm 1766, và hầu tước cuối cùng của Đại Anh được thành lập vào năm 1796. Việc tạo ra các cấp bậc còn lại chấm dứt khi Vương quốc Đại Anh và Ireland được thành lập; những lần tạo ra tước vị tiếp theo của các đẳng cấp trong Đẳng cấp quý tộc Vương quốc Liên hiệp Anh.
8 người cuối cùng (6 người không phải hoàng gia và 2 người thuộc hoàng gia) được tạo ra Đẳng cấp quý tộc cha truyền con nối (từ 1798 đến 1800) là:
|                                            | Ngày tạo                       | (Các) tước hiệu                                         | Lưu ý cho |
| ------------------------------------------ | ------------------------------ | ------------------------------------------------------- | --- |
| Ngài Horatio Nelson                        | 6 tháng 10 năm 1798 (tuyệt tự) | Nam tước Nelson                                         | Đẳng cấp quý tộc quân sự–Hải quân |
| Vương tử Edward                            | 23 tháng 4 năm 1799 (tuyệt tự) | Công tước xứ Kent và Strathearn Bá tước xứ Dublin       | Con trai thứ 4 của Vua George III |
| Vương tử Ernest Augustus                   | 23 tháng 4 năm 1799 (cấm)      | Công tước xứ Cumberland và Teviotdale Bá tước xứ Armagh | Con trai thứ 5 của Vua George III |
| Ngài John Scott                            | 18 tháng 7 năm 1799            | Nam tước Eldon                                          | Đương nhiệm Chánh án Đại thần của Common Pleas. |
| John FitzGibbon, Bá tước thứ nhất xứ Clare | 31 tháng 8 năm 1799 (tuyệt tự) | Nam tước FitzGibbon                                     | Ông là người đương nhiệm Chưởng ấn Đại thần Ireland. Also he had an imperial peerage in the House of Lords as Irish Peers were not allowed to sit in the Lords. |
| Alexander Hood, Tử tước Bridport thứ nhất  | 16 tháng 6 năm 1800            | Tử tước Bridport                                        | Đẳng cấp quý tộc quân sự–Hải quân |
| Charles Cadogan, Nam tước Cadogan thứ 3    | 27 tháng 12 năm 1800           | Bá tước Cadogan Tử tước Chelsea                         | |
| James Harris, Nam tước Malmesbury thứ nhất | 29 tháng 12 năm 1800           | Bá tước xứ Malmesbury Tử tước FitzHarris                | |

## Danh sách các cấp bậc
- 30 công tước: xem Danh sách các công tước trong Đẳng cấp quý tộc Anh và Ireland
- 34 hầu tước: xem Danh sách các hầu tước trong Đẳng cấp quý tộc Anh và Ireland
- 191 bá tước và nữ bá tước: xem Danh sách các bá tước trong Đẳng cấp quý tộc Anh và Ireland
- 111 tử tước: xem Danh sách tử tước trong Đẳng cấp quý tộc Anh và Ireland
- 1.187 nam tước: xem Danh sách các nam tước trong Đẳng cấp quý tộc Anh và Ireland
- Nữ: xem Danh sách Đẳng cấp quý tộc được tạo ra cho phụ nữ và Danh sách Đẳng cấp được thừa kế bởi phụ nữ

### Các Công tước còn lại hiện nay
- Tước vị phụ.
- Quyền lực hoàng gia đã tạo ra đồng đẳng cho các quý tộc Scotland và Ireland để họ có ghế trong Viện Quý tộc Anh cho đến năm 1963 đối với Scotland và 1999 đối với Ireland.

| Biểu tượng | Tước vị                                                     | Tạo ra               | Người được phong                             | Lý do                                                               | Quân chủ        |
| ---------- | ----------------------------------------------------------- | -------------------- | -------------------------------------------- | ------------------------------------------------------------------- | --------------- |
|            | - Công tước xứ Brandon - Tử tước xứ Dutton                  | 10 tháng 9 năm 1711  | James Hamilton, Công tước thứ 4 xứ Hamilton  | Con cháu của ông đã ngồi trong Viện Quý tộc Anh cho đến 1963.       | Nữ vương Anne I |
|            | - Công tước xứ Manchester                                   | 28 tháng 4 năm 1719  | Charles Montagu, Bá tước thứ 4 xứ Manchester |                                                                     | Vua George I    |
|            | - Công tước xứ Northumberland - Bá tước Percy               | 22 tháng 10 năm 1766 | Hugh Percy, Bá tước thứ 2 xứ Northumberland  | Cựu Phó vương Ireland.                                              | Vua George III  |
|            | - Công tước xứ Cumberland và Teviotdale - Bá tước xứ Armagh | 24 tháng 4 năm 1799  | Vương tử Ernest Augustus                     | Hiện tại tước vị đã bị loại bỏ theo Đạo luật tước quyền sở hữu 1917 | Vua George III  |

### Các Hầu tước còn lại hiện nay
- Tước hiệu phụ.
- Đẳng cấp hoàng gia được tạo ra để các đồng đẳng của Scotland và Ireland có một ghế tự động trong Viện Quý tộc cho đến 1963 đối với Scotland và 1999 cho Ireland.

| Huy hiệu | Tước hiệu                                                            | Tạo ra               | Người được cấp                                                              | Lý do                                                                    | Quốc vương     |
| -------- | -------------------------------------------------------------------- | -------------------- | --------------------------------------------------------------------------- | ------------------------------------------------------------------------ | -------------- |
|          | - Hầu tước xứ Lansdowne - Bá tước Wycombe - Tử tước Calne và Calston | 6 tháng 12 năm 1784  | Bản mẫu:Country data Kingdom of Ireland William Petty, Bá tước xứ Shelburne | Cựu Thủ tướng.                                                           | Vua George III |
|          | Hầu tước xứ Stafford                                                 | 1 tháng 3 năm 1786   | Công tước xứ Sutherland thuộc Đẳng cấp quý tộc Vương quốc Liên hiệp Anh.    | Công tước xứ Sutherland thuộc Đẳng cấp quý tộc Vương quốc Liên hiệp Anh. | Vua George III |
|          | - Hầu tước Townshend                                                 | 31 tháng 10 năm 1787 | George Townshend, Tử tước Townshend                                         | Đẳng cấp quân sự–Quân đội.                                               | Vua George III |
|          | Hầu tước xứ Salisbury                                                | 18 tháng 8 năm 1789  | James Cecil, Bá tước xứ Salisbury                                           | Đương nhiệm Thị vệ đại thần của Hộ gia đình.                             | Vua George III |
|          | Hầu tước xứ Bath                                                     | 24 tháng 8 năm 1789  | Thomas Thynne, tử tước Weymouth                                             | Đương nhiệm Groom of the Stool.                                          | Vua George III |
|          | Hầu tước xứ Abercorn                                                 | 15 tháng 10 năm 1790 | Công tước xứ Abercorn trong Đẳng cấp quý tộc Ireland.                       | Công tước xứ Abercorn trong Đẳng cấp quý tộc Ireland.                    | Vua George III |
|          | - Hầu tước xứ Hertford - Bá tước xứ Yarmouth                         | 5 tháng 7 năm 1793   | Francis Seymour-Conway, Bá tước xứ Hertford                                 | Cựu Thị vệ đại thần của Hộ gia đình.                                     | Vua George III |
|          | - Hầu tước xứ Bute - Bá tước xứ Windsor - Tử tước Mounting           | 21 tháng 3 năm 1796  | John Stuart, Bá tước xứ Bute                                                |                                                                          | Vua George III |

### Các Bá tước còn lại hiện nay
- Tước hiệu phụ.
- Đẳng cấp hoàng gia được tạo ra để các đồng đẳng của Scotland và Ireland có một ghế tự động trong Viện Quý tộc cho đến 1963 đối với Scotland và 1999 cho Ireland.

| Huy hiệu | Tước hiệu                                        | Tạo ra               | Người được cấp                                                                          | Lý do                                                                                   | Quốc vương      |
| -------- | ------------------------------------------------ | -------------------- | --------------------------------------------------------------------------------------- | --------------------------------------------------------------------------------------- | --------------- |
|          | - Bá tước Ferrers - Tử tước Tamworth             | 3 tháng 9 năm 1711   | Robert Shirley, Nam tước Ferrers xứ Chartley                                            |                                                                                         | Nữ vương Anne I |
|          | - Bá tước xứ Dartmouth - Tư tước Lewisham        | 5 tháng 9 năm 1711   | William Legge, Nam tước Dartmouth                                                       | Cựu bộ trưởng trong nội các.                                                            | Nữ vương Anne I |
|          | Bá tước xứ Tankerville                           | 19 tháng 10 năm 1714 | Charles Bennet, Nam tước Ossulston                                                      |                                                                                         | Vua George I    |
|          | Bá tước xứ Aylesford                             | 19 tháng 10 năm 1714 | Heneage Finch, Nam tước Guernsey                                                        | Cựu Bộ trưởng trong nội các.                                                            | Vua George I    |
|          | Bá tước xứ Bristol                               | 19 tháng 10 năm 1714 | Hầu tước xứ Bristol trong Đẳng cấp quý tộc Vương quốc Liên hiệp Anh.                    | Hầu tước xứ Bristol trong Đẳng cấp quý tộc Vương quốc Liên hiệp Anh.                    | Vua George I    |
|          | - Bá tước xứ Macclesfield - Tử tước xứ Parker    | 15 tháng 11 năm 1721 | Thomas Parker, Nam tước Parker                                                          | Incumbent Chưởng ấn Đại thần của Anh.                                                   | Vua George I    |
|          | - Bá tước Graham xứ Belford - Nam tước Graham    | 23 tháng 5 năm 1722  | Được nắm giữ bởi Công tước xứ Montrose ở Đẳng cấp quý tộc Scotland kể từ 1742.          | Được nắm giữ bởi Công tước xứ Montrose ở Đẳng cấp quý tộc Scotland kể từ 1742.          | Vua George I    |
|          | - Bá tước Waldegrave - Tử tước Chewton           | 13 tháng 9 năm 1729  | James Waldegrave, Nam tước Waldegrave                                                   | Đương nhiệm Đại sứ của Đế chế La Mã Thần thánh                                          | Vua George II   |
|          | - Bá tước xứ Harrington - Tử tước Petersham      | 9 tháng 2 năm 1742   | William Stanhope, Nam tước Harrington                                                   | Bộ trưởng nội các đương nhiệm.                                                          | Vua George II   |
|          | Bá tước xứ Portsmouth                            | 11 tháng 4 năm 1743  | John Wallop, Tử tước Lymington                                                          |                                                                                         | Vua George II   |
|          | - Bá tước Brooke                                 | 7 tháng 7 năm 1746   | Francis Greville, Nam tước Brooke                                                       |                                                                                         | Vua George II   |
|          | - Bá tước Gower - Tử tước Trentham               | 8 tháng 7 năm 1746   | Công tước xứ Sutherland thuộc Đẳng cấp quý tộc Vương quốc Liên hiệp Anh.                | Công tước xứ Sutherland thuộc Đẳng cấp quý tộc Vương quốc Liên hiệp Anh.                | Vua George II   |
|          | Bá tước xứ Buckinghamshire                       | 5 tháng 9 năm 1746   | John Hobart, Nam tước Hobart                                                            |                                                                                         | Vua George II   |
|          | - Bá tước xứ Northumberland - Nam tước Warkworth | 2 tháng 10 năm 1749  | Được nắm giữ bởi Công tước xứ Northumberland thuộc Đẳng cấp quý tộc Đại Anh kể từ 1766. | Được nắm giữ bởi Công tước xứ Northumberland thuộc Đẳng cấp quý tộc Đại Anh kể từ 1766. | Vua George II   |
|          | - Bá tước xứ Hertford - Tử tước Beauchamp        | 3 tháng 8 năm 1750   | Hầu tước xứ Hertford trong Đẳng cấp quý tộc Đại Anh.                                    | Hầu tước xứ Hertford trong Đẳng cấp quý tộc Đại Anh.                                    | Vua George II   |
|          | Bá tước xứ Guilford                              | 8 tháng 4 năm 1752   | Francis North, Nam tước Guilford                                                        |                                                                                         | Vua George II   |
|          | - Bá tước xứ Hardwicke - Tử tước Royston         | 2 tháng 4 năm 1754   | Philip Yorke, Nam tước Hardwicke                                                        | Incumbent Chưởng ấn Đại thần của Anh.                                                   | Vua George II   |
|          | Bá tước xứ Ilchester                             | 17 tháng 6 năm 1756  | Stephen Fox-Strangways, Nam tước Ilchester và Stavordale                                | [ note 2 ]                                                                              | Vua George II   |
|          | Bá tước xứ Warwick                               | 30 tháng 11 năm 1759 | Được nắm giữ bởi Bá tước Brooke thuộc Đẳng cấp quý tộc Đại Anh kể từ 1759.              | Được nắm giữ bởi Bá tước Brooke thuộc Đẳng cấp quý tộc Đại Anh kể từ 1759.              | Vua George II   |
|          | - Bá tước De La Warr - Tử tước Cantelupe         | 18 tháng 3 năm 1761  | John West, Nam tước De La Warr                                                          |                                                                                         | Vua George III  |
|          | - Bá tước xứ Radnor - Nam tước Pleydell-Bouverie | 31 tháng 10 năm 1765 | William Bouverie, Tử tước Folkestone                                                    | [ note 2 ]                                                                              | Vua George III  |
|          | - Bá tước Spencer - Tử tước Althorp              | 1 tháng 11 năm 1765  | John Spencer, Tử tước Spencer                                                           |                                                                                         | Vua George III  |
|          | - Bá tước Bathurst                               | 27 tháng 8 năm 1772  | Allen Bathurst, Nam tước Bathurst                                                       |                                                                                         | Vua George III  |
|          | - Bá tước xứ Hillsborough - Tử tước Fairford     | 28 tháng 8 năm 1772  | Hầu tước xứ Downshire thuộc Đẳng cấp quý tộc Ireland.                                   | Hầu tước xứ Downshire thuộc Đẳng cấp quý tộc Ireland.                                   | Vua George III  |
|          | Bá tước xứ Ailesbury                             | 10 tháng 6 năm 1776  | Hầu tước xứ Ailesbury thuộc Đẳng cấp quý tộc Vương quốc Liên hiệp Anh.                  | Hầu tước xứ Ailesbury thuộc Đẳng cấp quý tộc Vương quốc Liên hiệp Anh.                  | Vua George III  |
|          | Bá tước xứ Clarendon                             | 14 tháng 6 năm 1776  | Thomas Villiers, Nam tước Hyde                                                          | Bộ trưởng nội các đương nhiệm.                                                          | Vua George III  |
|          | Bá tước xứ Mansfield                             | 31 tháng 10 năm 1776 | William Murray, Nam tước Mansfield                                                      | Incumbent Chánh án Đại thần của nhà vua.                                                | Vua George III  |
|          | - Bá tước xứ Abergavenny - Tử tước Nevill        | 17 tháng 5 năm 1784  | Hầu tước xứ Abergavenny thuộc Đẳng cấp quý tộc Vương quốc Liên hiệp Anh.                | Hầu tước xứ Abergavenny thuộc Đẳng cấp quý tộc Vương quốc Liên hiệp Anh.                | Vua George III  |
|          | Bá tước xứ Uxbridge                              | 19 tháng 5 năm 1784  | Hầu tước xứ Anglesey thuộc Đẳng cấp quý tộc Vương quốc Liên hiệp Anh.                   | Hầu tước xứ Anglesey thuộc Đẳng cấp quý tộc Vương quốc Liên hiệp Anh.                   | Vua George III  |
|          | - Bá tước Talbot - Nam tước Ingestre             | 3 tháng 7 năm 1784   | Được nắm giữ bởi Bá tước xứ Shrewsbury ở Đẳng cấp quý tộc Anh kể từ 1858.               | Được nắm giữ bởi Bá tước xứ Shrewsbury ở Đẳng cấp quý tộc Anh kể từ 1858.               | Vua George III  |
|          | - Bá tước Grosvenor - Tử tước Belgrave           | 5 tháng 7 năm 1784   | Công tước xứ Westminster thuộc Đẳng cấp quý tộc Vương quốc Liên hiệp Anh.               | Công tước xứ Westminster thuộc Đẳng cấp quý tộc Vương quốc Liên hiệp Anh.               | Vua George III  |
|          | - Bá tước Camden - Tử tước Bayham                | 13 tháng 5 năm 1786  | Hầu tước Camden thuộc Đẳng cấp quý tộc Vương quốc Liên hiệp Anh.                        | Hầu tước Camden thuộc Đẳng cấp quý tộc Vương quốc Liên hiệp Anh.                        | Vua George III  |
|          | Bá tước xứ Mount Edgcumbe                        | 31 tháng 8 năm 1789  | George Edgcumbe, Tử tước Mount Edgcumbe và Valletort                                    |                                                                                         | Vua George III  |
|          | - Bá tước Fortescue - Tử tước Ebrington          | 1 tháng 9 năm 1789   | Hugh Fortescue, Nam tước Fortescue                                                      |                                                                                         | Vua George III  |
|          | Bá tước Beverley                                 | 2 tháng 11 năm 1790  | Được nắm giữ bởi Công tước xứ Northumberland trong Đẳng cấp quý tộc Đại Anh kể từ 1865. | Được nắm giữ bởi Công tước xứ Northumberland trong Đẳng cấp quý tộc Đại Anh kể từ 1865. | Vua George III  |
|          | Bá tước xứ Mansfield                             | 1 tháng 8 năm 1792   | Được nắm giữ bởi Bá tước xứ Mansfield trong Đẳng cấp quý tộc Đại Anh kể từ 1843.        | Được nắm giữ bởi Bá tước xứ Mansfield trong Đẳng cấp quý tộc Đại Anh kể từ 1843.        | Vua George III  |
|          | Bá tước xứ Carnarvon                             | 3 tháng 7 năm 1793   | Henry Herbert, Nam tước Porchester                                                      |                                                                                         | Vua George III  |
|          | - Bá tước Cadogan - Tử tước Chelsea              | 27 tháng 12 năm 1800 | Charles Cadogan, Nam tước Cadogan                                                       |                                                                                         | Vua George III  |
|          | - Bá tước xứ Malmesbury - Tử tước FitzHarris     | 29 tháng 12 năm 1800 | James Harris, Nam tước Malmesbury                                                       |                                                                                         | Vua George III  |

### Các Tử tước còn lại hiện nay
- Tước hiệu phụ.
- Đẳng cấp hoàng gia được tạo ra để các đồng đẳng của Scotland và Ireland có một ghế tự động trong Viện Quý tộc cho đến 1963 đối với Scotland và 1999 cho Ireland.

| Huy hiệu | Tước hiệu                                                   | Tạo ra               | Người được cấp                                                                    | Lý do                                                                             | Quốc vương      |
| -------- | ----------------------------------------------------------- | -------------------- | --------------------------------------------------------------------------------- | --------------------------------------------------------------------------------- | --------------- |
|          | - Tử tước Bolingbroke - Nam tước St John xứ Lydiard Tregoze | 7 tháng 7 năm 1712   | The Rt Hon. Henry St John, MP                                                     | Bộ trưởng nội các đương nhiệm.                                                    | Nữ vương Anne I |
|          | - Tử tước St John - Nam tước St John xứ Battersea           | 2 tháng 7 năm 1716   | Được nắm giữ bởi Tử tước Bolingbroke trong Đẳng cấp quý tộc Đại Anh kể từ 1751.   | Được nắm giữ bởi Tử tước Bolingbroke trong Đẳng cấp quý tộc Đại Anh kể từ 1751.   | Vua George I    |
|          | - Tử tước Stanhope - Nam tước Stanhope xứ Elvaston          | 2 tháng 7 năm 1717   | Được nắm giữ bởi Bá tước xứ Harrington trong Đẳng cấp quý tộc Đại Anh kể từ 1967. | Được nắm giữ bởi Bá tước xứ Harrington trong Đẳng cấp quý tộc Đại Anh kể từ 1967. | Vua George I    |
|          | - Tử tước Cobham - Nam tước Cobham                          | 23 tháng 5 năm 1718  | Richard Temple, Nam tước Cobham                                                   | Đẳng cấp quý tộc quân sự–Quân đội.                                                | Vua George I    |
|          | - Tử tước Falmouth - Nam tước Boscawen-Rose                 | 9 tháng 6 năm 1720   | Hugh Boscawen, Esq, MP                                                            | Cựu thành viên Quốc hội của Đảng Whig.                                            | Vua George I    |
|          | - Tử tước Lymington - Nam tước Wallop                       | 11 tháng 6 năm 1720  | Bá tước xứ Portsmouth thuộc Đẳng cấp quý tộc Đại Anh.                             | Bá tước xứ Portsmouth thuộc Đẳng cấp quý tộc Đại Anh.                             | Vua George I    |
|          | - Tử tước Torrington - Nam tước Byng                        | 21 tháng 9 năm 1721  | The Rt Hon. Quý ngài George Byng, Bt., MP                                         | Đẳng cấp quý tộc quân sự–Hải quân.                                                | Vua George I    |
|          | Tử tước Leinster                                            | 21 tháng 2 năm 1747  | Công tước xứ Leinster thuộc Đẳng cấp quý tộc Ireland.                             | Công tước xứ Leinster thuộc Đẳng cấp quý tộc Ireland.                             | Vua George II   |
|          | - Tử tước Folkestone - Nam tước Longford                    | 29 tháng 6 năm 1747  | Bá tước xứ Radnor thuộc Đẳng cấp quý tộc Đại Anh.                                 | Bá tước xứ Radnor thuộc Đẳng cấp quý tộc Đại Anh.                                 | Vua George II   |
|          | - Tử tước Spencer - Nam tước Spencer xứ Althorp             | 3 tháng 4 năm 1761   | Bá tước Spencer thuộc Đẳng cấp quý tộc Đại Anh.                                   | Bá tước Spencer thuộc Đẳng cấp quý tộc Đại Anh.                                   | Vua George III  |
|          | Tử tước Mount Edgcumbe và Valletort                         | 5 tháng 3 năm 1781   | Bá tước xứ Mount Edgcumbe thuộc Đẳng cấp quý tộc Đại Anh.                         | Bá tước xứ Mount Edgcumbe thuộc Đẳng cấp quý tộc Đại Anh.                         | Vua George III  |
|          | Tử tước Hamilton                                            | 8 tháng 8 năm 1786   | Công tước xứ Abercorn thuộc Đẳng cấp quý tộc Ireland.                             | Công tước xứ Abercorn thuộc Đẳng cấp quý tộc Ireland.                             | Vua George III  |
|          | Tử tước Hood                                                | 1 tháng 6 năm 1796   | Bản mẫu:Country data Kingdom of Ireland Samuel Hood, Nam tước Hood, MP            | Đẳng cấp quý tộc quân sự–Hải quân.                                                | Vua George III  |
|          | - Tử tước Lowther - Nam tước Lowther                        | 26 tháng 10 năm 1796 | Bá tước xứ Lonsdale thuộc Đẳng cấp quý tộc Vương quốc Liên hiệp Anh.              | Bá tước xứ Lonsdale thuộc Đẳng cấp quý tộc Vương quốc Liên hiệp Anh.              | Vua George III  |

### Các Nam tước còn lại hiện nay
- Tước hiệu phụ.
- Đẳng cấp hoàng gia được tạo ra để các đồng đẳng của Scotland và Ireland có một ghế tự động trong Viện Quý tộc cho đến 1963 đối với Scotland và 1999 cho Ireland.

| Huy hiệu | Tước hiệu                        | Tạo ra               | Người được cấp | Lý do                                                                                          | Quốc vương      |
| -------- | -------------------------------- | -------------------- | --- | ---------------------------------------------------------------------------------------------- | --------------- |
|          | Nam tước Boyle xứ Marston        | 5 tháng 9 năm 1711   | Bản mẫu:Country data Kingdom of Ireland Charles Boyle, Bá tước xứ Orrery,cũng được tổ chức với Bá tước Cork từ năm 1753. | Con cháu của ông ngồi trong Viện quý tộc cho đến 1999.                                         | Nữ vương Anne I |
|          | Nam tước Hay                     | 31 tháng 12 năm 1711 | Được nắm giữ bởi Bá tước xứ Kinnoull thuộc Đẳng cấp quý tộc Scotland kể từ 1719.                                         | Được nắm giữ bởi Bá tước xứ Kinnoull thuộc Đẳng cấp quý tộc Scotland kể từ 1719.               | Nữ vương Anne I |
|          | Nam tước Bathhurst               | 1 tháng 1 năm 1712   | Bá tước Bathurst thuộc Đẳng cấp quý tộc Đại Anh.                                                                         | Bá tước Bathurst thuộc Đẳng cấp quý tộc Đại Anh.                                               | Nữ vương Anne I |
|          | Nam tước Middleton               | 1 tháng 1 năm 1712   | Quý ngài Thomas Willoughby, Bt., MP                                                                                      | Cựu Thành viên Quốc hội của Nottinghamshire và Newark.                                         | Nữ vương Anne I |
|          | Nam tước Parker                  | 10 tháng 3 năm 1716  | Bá tước xứ Macclesfield thuộc Đẳng cấp quý tộc Đại Anh.                                                                  | Bá tước xứ Macclesfield thuộc Đẳng cấp quý tộc Đại Anh.                                        | Vua George I    |
|          | Nam tước Onslow                  | 19 tháng 6 năm 1716  | Bá tước xứ Onslow thuộc Đẳng cấp quý tộc Vương quốc Liên hiệp Anh.                                                       | Bá tước xứ Onslow thuộc Đẳng cấp quý tộc Vương quốc Liên hiệp Anh.                             | Vua George I    |
|          | Nam tước Romney                  | 22 tháng 6 năm 1716  | Bá tước xứ Romney thuộc Đẳng cấp quý tộc Vương quốc Liên hiệp Anh.                                                       | Bá tước xứ Romney thuộc Đẳng cấp quý tộc Vương quốc Liên hiệp Anh.                             | Vua George I    |
|          | Nam tước Newburgh                | 10 tháng 7 năm 1716  | Hầu tước xứ Cholmondeley thuộc Đẳng cấp quý tộc Vương quốc Liên hiệp Anh.                                                | Hầu tước xứ Cholmondeley thuộc Đẳng cấp quý tộc Vương quốc Liên hiệp Anh.                      | Vua George I    |
|          | Nam tước Cadogan                 | 8 tháng 5 năm 1718   | Bá tước Cadogan thuộc Đẳng cấp quý tộc Đại Anh.                                                                          | Bá tước Cadogan thuộc Đẳng cấp quý tộc Đại Anh.                                                | Vua George I    |
|          | Nam tước Percy                   | 21 tháng 1 năm 1722  | Được nắm giữ bởi Công tước xứ Northumberland trong Đẳng cấp quý tộc Đại Anh kể từ 1957.                                  | Được nắm giữ bởi Công tước xứ Northumberland trong Đẳng cấp quý tộc Đại Anh kể từ 1957.        | Vua George I    |
|          | Nam tước Walpole                 | 1 tháng 6 năm 1723   | Robert Walpole, Esq. | [ note 2 ]                                                                                     | Vua George I    |
|          | Nam tước Hobart                  | 28 tháng 5 năm 1728  | Bá tước xứ Buckinghamshire trong Đẳng cấp quý tộc Đại Anh.                                                               | Bá tước xứ Buckinghamshire trong Đẳng cấp quý tộc Đại Anh.                                     | Vua George II   |
|          | Nam tước Monson                  | 28 tháng 5 năm 1728  | Quý ngài John Monson, Bt., MP                                                                                            | Cựu Thành viên Quốc hội của Lincolnshire, Castle Rising và Cricklade.                          | Vua George II   |
|          | Nam tước Harrington              | 6 tháng 1 năm 1730   | Bá tước xứ Harrington thuộc Đẳng cấp quý tộc Đại Anh.                                                                    | Bá tước xứ Harrington thuộc Đẳng cấp quý tộc Đại Anh.                                          | Vua George II   |
|          | Nam tước Hardwicke               | 23 tháng 11 năm 1733 | Bá tước xứ Hardwicke thuộc Đẳng cấp quý tộc Đại Anh.                                                                     | Bá tước xứ Hardwicke thuộc Đẳng cấp quý tộc Đại Anh.                                           | Vua George II   |
|          | Nam tước Talbot xứ Hensol        | 5 tháng 12 năm 1733  | Bá tước xứ Shrewsbury thuộc Đẳng cấp quý tộc Anh.                                                                        | Bá tước xứ Shrewsbury thuộc Đẳng cấp quý tộc Anh.                                              | Vua George II   |
|          | Nam tước Ilchester               | 11 tháng 5 năm 1741  | Earl of Ilchester in the Peerage of Great Britain.                                                                       | Earl of Ilchester in the Peerage of Great Britain.                                             | Vua George II   |
|          | Nam tước Strangways              | 11 tháng 5 năm 1741  | Bá tước xứ Ilchester trong Đẳng cấp quý tộc Đại Anh.                                                                     | Bá tước xứ Ilchester trong Đẳng cấp quý tộc Đại Anh.                                           | Vua George II   |
|          | Nam tước Edgcumbe                | 20 tháng 4 năm 1742  | Bá tước xứ Mount Edgcumbe trong Đẳng cấp quý tộc Đại Anh.                                                                | Bá tước xứ Mount Edgcumbe trong Đẳng cấp quý tộc Đại Anh.                                      | Vua George II   |
|          | Nam tước Bruce                   | 17 tháng 4 năm 1746  | Hầu tước xứ Ailesbury trong Đẳng cấp quý tộc Vương quốc Liên hiệp Anh.                                                   | Hầu tước xứ Ailesbury trong Đẳng cấp quý tộc Vương quốc Liên hiệp Anh.                         | Vua George II   |
|          | Nam tước Fortescue               | 5 tháng 7 năm 1746   | Bá tước Fortescue trong Đẳng cấp quý tộc Đại Anh.                                                                        | Bá tước Fortescue trong Đẳng cấp quý tộc Đại Anh.                                              | Vua George II   |
|          | Nam tước Ilchester và Stavordale | 12 tháng 1 năm 1747  | Bá tước xứ Ilchester trong Đẳng cấp quý tộc Đại Anh.                                                                     | Bá tước xứ Ilchester trong Đẳng cấp quý tộc Đại Anh.                                           | Vua George II   |
|          | Nam tước Ponsonby xứ Sysonby     | 12 tháng 6 năm 1749  | Bản mẫu:Country data Kingdom of Ireland Brabazon Ponsonby, Bá tước xứ Bessborough, MP                                    | Con cháu của ông sở hữu một ghế trong Viện Quý tộc cho đến 1999.                               | Vua George II   |
|          | Nam tước Vere xứ Hanworth        | 28 tháng 3 năm 1750  | Được nắm giữ bởi Công tước xứ St Albans thuộc Đẳng cấp quý tộc Anh kể từ 1787.                                           | Được nắm giữ bởi Công tước xứ St Albans thuộc Đẳng cấp quý tộc Anh kể từ 1787.                 | Vua George II   |
|          | Nam tước Hyde                    | 3 tháng 6 năm 1756   | Bá tước xứ Clarendon trong Đẳng cấp quý tộc Đại Anh.                                                                     | Bá tước xứ Clarendon trong Đẳng cấp quý tộc Đại Anh.                                           | Vua George II   |
|          | Nam tước Walpole                 | 4 tháng 6 năm 1756   | Được nắm giữ bởi Nam tước Walpole trong Đẳng cấp quý tộc Đại Anh kể từ 1931.                                             | Được nắm giữ bởi Nam tước Walpole trong Đẳng cấp quý tộc Đại Anh kể từ 1931.                   | Vua George II   |
|          | Nam tước Harwich                 | 17 tháng 11 năm 1756 | Hầu tước xứ Downshire trong Đẳng cấp quý tộc Ireland.                                                                    | Hầu tước xứ Downshire trong Đẳng cấp quý tộc Ireland.                                          | Vua George II   |
|          | Nam tước Wycombe                 | 17 tháng 5 năm 1760  | Hầu tước xứ Lansdowne trong Đẳng cấp quý tộc Đại Anh.                                                                    | Hầu tước xứ Lansdowne trong Đẳng cấp quý tộc Đại Anh.                                          | Vua George II   |
|          | Nam tước Mount Stuart xứ Wortley | 3 tháng 4 năm 1761   | Hầu tước xứ Bute trong Đẳng cấp quý tộc Đại Anh.                                                                         | Hầu tước xứ Bute trong Đẳng cấp quý tộc Đại Anh.                                               | Vua George III  |
|          | Nam tước Grosvenor               | 8 tháng 4 năm 1761   | Công tước xứ Westminster trong Đẳng cấp quý tộc Vương quốc Liên hiệp Anh.                                                | Công tước xứ Westminster trong Đẳng cấp quý tộc Vương quốc Liên hiệp Anh.                      | Vua George III  |
|          | Nam tước Scarsdale               | 9 tháng 4 năm 1761   | Được nắm giữ bởi Tử tước Scarsdale thuộc Đẳng cấp quý tộc Vương quốc Liên hiệp Anh kể từ 1911.                           | Được nắm giữ bởi Tử tước Scarsdale thuộc Đẳng cấp quý tộc Vương quốc Liên hiệp Anh kể từ 1911. | Vua George III  |
|          | Nam tước Boston                  | 10 tháng 4 năm 1761  | Ngài William Irby, Bt.                                                                                                   | Cựu Thành viên Quốc hội của Launceston và Bodmin.                                              | Vua George III  |
|          | Nam tước Pelham xứ Stanmer       | 4 tháng 5 năm 1762   | Bá tước xứ Chichester thuộc Đẳng cấp quý tộc Vương quốc Liên hiệp Anh.                                                   | Bá tước xứ Chichester thuộc Đẳng cấp quý tộc Vương quốc Liên hiệp Anh.                         | Vua George III  |
|          | Nam tước Vernon                  | 12 tháng 5 năm 1762  | George Venables-Vernon, Esq, MP                                                                                          | Cựu thành viên Nghị viện của Lichfield và Derby.                                               | Vua George III  |
|          | Nam tước Ducie                   | 27 tháng 4 năm 1763  | Bá tước xứ Ducie trong Đẳng cấp quý tộc Vương quốc Liên hiệp Anh.                                                        | Bá tước xứ Ducie trong Đẳng cấp quý tộc Vương quốc Liên hiệp Anh.                              | Vua George III  |
|          | Nam tước Camden                  | 17 tháng 7 năm 1765  | Hầu tước Camden trong Đẳng cấp quý tộc Vương quốc Liên hiệp Anh.                                                         | Hầu tước Camden trong Đẳng cấp quý tộc Vương quốc Liên hiệp Anh.                               | Vua George III  |
|          | Nam tước Digby                   | 19 tháng 8 năm 1765  | Bản mẫu:Country data Kingdom of Ireland Henry Digby, Nam tước Digby, MP                                                  | Con cháu của ông sở hữu 1 ghế trong Viện Quý tộc cho đến 1999.                                 | Vua George III  |
|          | Nam tước Sundridge               | 22 tháng 12 năm 1766 | Được nắm giữ bởi Công tước xứ Argyll thuộc Đẳng cấp quý tộc Scotland kể từ 1770.                                         | Được nắm giữ bởi Công tước xứ Argyll thuộc Đẳng cấp quý tộc Scotland kể từ 1770.               | Vua George III  |
|          | Nam tước Apsley                  | 24 tháng 1 năm 1771  | Được nắm giữ bởi Bá tước Bathurst trong Đẳng cấp quý tộc Đại Anh kể từ 1775.                                             | Được nắm giữ bởi Bá tước Bathurst trong Đẳng cấp quý tộc Đại Anh kể từ 1775.                   | Vua George III  |
|          | Nam tước Brownlow                | 20 tháng 5 năm 1776  | Ngài Brownlow Cust, Bt., MP                                                                                              | Cựu Thành viên Quốc hội của Lincolnshire và Stamford.                                          | Vua George III  |
|          | Nam tước Cardiff                 | 20 tháng 5 năm 1776  | Hầu tước xứ Bute trong Đẳng cấp quý tộc Đại Anh.                                                                         | Hầu tước xứ Bute trong Đẳng cấp quý tộc Đại Anh.                                               | Vua George III  |
|          | Nam tước Cranley                 | 20 tháng 5 năm 1776  | Bá tước xứ Onslow trong Đẳng cấp quý tộc Vương quốc Liên hiệp Anh.                                                       | Bá tước xứ Onslow trong Đẳng cấp quý tộc Vương quốc Liên hiệp Anh.                             | Vua George III  |
|          | Nam tước Foley                   | 20 tháng 5 năm 1776  | Thomas Foley, Esq, MP | Cựu thành viên Nghị viện của Stafford.                                                         | Vua George III  |
|          | Nam tước Hamilton xứ Hameldon    | 20 tháng 5 năm 1776  | Được nắm giữ bởi Công tước Argyll trong Đẳng cấp quý tộc Scotland kể từ 1806.                                            | Được nắm giữ bởi Công tước Argyll trong Đẳng cấp quý tộc Scotland kể từ 1806.                  | Vua George III  |
|          | Nam tước Harrowby                | 20 tháng 5 năm 1776  | Bá tước xứ Harrowby trong Đẳng cấp quý tộc Vương quốc Liên hiệp Anh.                                                     | Bá tước xứ Harrowby trong Đẳng cấp quý tộc Vương quốc Liên hiệp Anh.                           | Vua George III  |
|          | Nam tước Hawke                   | 20 tháng 5 năm 1776  | The Rt. Hon. Ngài Edward Hawke, MP                                                                                       | Đẳng cấp quý tộc quân đội–Hải quân.                                                            | Vua George III  |
|          | Nam tước Southampton             | 17 tháng 12 năm 1780 | Charles FitzRoy, Esq. | Đẳng cấp quý tộc quân đội–Hải quân.                                                            | Vua George III  |
|          | Nam tước Bagot                   | 12 tháng 10 năm 1780 | Ngài William Bagot, Bt.                                                                                                  | Cựu thành viên Quốc hội của Staffordshire.                                                     | Vua George III  |
|          | Nam tước Dynevor                 | 17 tháng 10 năm 1780 | William Talbot, Bá tước Talbot                                                                                           | Đương nhiệm Lãnh chúa Steward xứ Household.                                                    | Vua George III  |
|          | Nam tước Porchester              | 17 tháng 10 năm 1780 | Bá tước xứ Carnarvon trong Đẳng cấp quý tộc Đại Anh.                                                                     | Bá tước xứ Carnarvon trong Đẳng cấp quý tộc Đại Anh.                                           | Vua George III  |
|          | Nam tước Walsingham              | 17 tháng 10 năm 1780 | The Rt. Hon. Ngài William de Grey                                                                                        | Former Chánh án Đại thần của Common Pleas.                                                     | Vua George III  |
|          | Nam tước Grantley                | 9 tháng 4 năm 1782   | The Rt. Hon. Ngài Fletcher Norton, MP                                                                                    | Đương nhiệm Chủ tịch Hạ viện.                                                                  | Vua George III  |
|          | Nam tước Rodney                  | 19 tháng 6 năm 1782  | Ngài George Brydges Rodney, Bt., MP                                                                                      | Đẳng cấp quý tộc quân đội–Hải quân.                                                            | Vua George III  |
|          | Baron Lovaine                    | 28 tháng 1 năm 1784  | Công tước xứ Northumberland trong Đẳng cấp quý tộc Đại Anh.                                                              | Công tước xứ Northumberland trong Đẳng cấp quý tộc Đại Anh.                                    | Vua George III  |
|          | Nam tước Somers                  | 17 tháng 5 năm 1784  | Ngài Charles Cocks, Bt.                                                                                                  | Cựu thành viên Nghị viện của Reigate.                                                          | Vua George III  |
|          | Nam tước Boringdon               | 18 tháng 5 năm 1784  | Earl of Morley trong Đẳng cấp quý tộc Vương quốc Liên hiệp Anh.                                                          | Earl of Morley trong Đẳng cấp quý tộc Vương quốc Liên hiệp Anh.                                | Vua George III  |
|          | Nam tước Eliot                   | 13 tháng 6 năm 1784  | Earl of St Germans trong Đẳng cấp quý tộc Vương quốc Liên hiệp Anh.                                                      | Earl of St Germans trong Đẳng cấp quý tộc Vương quốc Liên hiệp Anh.                            | Vua George III  |
|          | Nam tước Carleton                | 21 tháng 8 năm 1786  | Bản mẫu:Country data Kingdom of Ireland Richard Boyle, Bá tước xứ Shannon, MP                                            | Con cháu của ông sở hữu 1 ghế trong Viện Quý tộc cho đến 1999.                                 | Vua George III  |
|          | Nam tước Suffield                | 21 tháng 8 năm 1786  | Ngài Harbord Harbord, Bt., MP                                                                                            | Cựu thành viên Quốc hội của Đảng Whig.                                                         | Vua George III  |
|          | Nam tước Tyrone                  | 21 tháng 8 năm 1786  | Hầu tước xứ Waterford trong Đẳng cấp quý tộc Ireland.                                                                    | Hầu tước xứ Waterford trong Đẳng cấp quý tộc Ireland.                                          | Vua George III  |
|          | Nam tước Kenyon                  | 9 tháng 6 năm 1788   | The Rt. Hon. Sir Lloyd Kenyon, Bt., MP                                                                                   | Đương nhiệm Chánh án Đại thần của nhà vua.                                                     | Vua George III  |
|          | Nam tước Howe                    | 19 tháng 8 năm 1788  | Bá tước Howe trong Đẳng cấp quý tộc Vương quốc Liên hiệp Anh.                                                            | Bá tước Howe trong Đẳng cấp quý tộc Vương quốc Liên hiệp Anh.                                  | Vua George III  |
|          | Nam tước Braybrooke              | 5 tháng 12 năm 1788  | John Griffin, Nam tước Howard de Walden                                                                                  | Đẳng cấp quý tộc quân đội–Quân đội Anh.                                                        | Vua George III  |
|          | Nam tước Malmesbury              | 19 tháng 12 năm 1788 | Bá tước xứ Malmesbury trong Đẳng cấp quý tộc Đại Anh.                                                                    | Bá tước xứ Malmesbury trong Đẳng cấp quý tộc Đại Anh.                                          | Vua George III  |
|          | Nam tước Fisherwick              | 3 tháng 7 năm 1790   | Hầu tước xứ Donegall trong Đẳng cấp quý tộc Ireland.                                                                     | Hầu tước xứ Donegall trong Đẳng cấp quý tộc Ireland.                                           | Vua George III  |
|          | Nam tước Verulam                 | 6 tháng 7 năm 1790   | Bá tước xứ Verulam trong Đẳng cấp quý tộc Vương quốc Liên hiệp Anh.                                                      | Bá tước xứ Verulam trong Đẳng cấp quý tộc Vương quốc Liên hiệp Anh.                            | Vua George III  |
|          | Nam tước Gage                    | 1 tháng 11 năm 1790  | Bản mẫu:Country data Kingdom of Ireland William Gage, Tử tước Gage, MP                                                   | Con cháu ông sở hữu 1 ghế trong Viện Quý tộc cho đến 1999.                                     | Vua George III  |
|          | Nam tước Thurlow                 | 11 tháng 6 năm 1792  | Edward Thurlow, Nam tước Thurlow                                                                                         | Đương nhiệm Chưởng ấn Đại thần.                                                                | Vua George III  |
|          | Nam tước Auckland                | 22 tháng 5 năm 1793  | Bản mẫu:Country data Vương quốc Ireland William Eden, Nam tước Auckland, MP                                              | Con cháu của ông sở hữu 1 ghế trong Viện Quý tộc cho đến 1999.                                 | Vua George III  |
|          | Nam tước Bradford                | 13 tháng 8 năm 1794  | Bá tước xứ Bradford trong Đẳng cấp quý tộc Vương quốc Liên hiệp Anh.                                                     | Bá tước xứ Bradford trong Đẳng cấp quý tộc Vương quốc Liên hiệp Anh.                           | Vua George III  |
|          | Nam tước Clive                   | 13 tháng 8 năm 1794  | Bá tước xứ Powis trong Đẳng cấp quý tộc Vương quốc Liên hiệp Anh.                                                        | Bá tước xứ Powis trong Đẳng cấp quý tộc Vương quốc Liên hiệp Anh.                              | Vua George III  |
|          | Nam tước Curzon                  | 13 tháng 8 năm 1794  | Bá tước Howe trong Đẳng cấp quý tộc Vương quốc Liên hiệp Anh.                                                            | Bá tước Howe trong Đẳng cấp quý tộc Vương quốc Liên hiệp Anh.                                  | Vua George III  |
|          | Nam tước Dundas                  | 13 tháng 8 năm 1794  | Hầu tước Zetland trong Đẳng cấp quý tộc Vương quốc Liên hiệp Anh.                                                        | Hầu tước Zetland trong Đẳng cấp quý tộc Vương quốc Liên hiệp Anh.                              | Vua George III  |
|          | Nam tước Lyttelton               | 13 tháng 8 năm 1794  | Được nắm giữ bởi Tử tước Cobham trong Đẳng cấp quý tộc Đại Anh kể từ 1889.                                               | Được nắm giữ bởi Tử tước Cobham trong Đẳng cấp quý tộc Đại Anh kể từ 1889.                     | Vua George III  |
|          | Nam tước Mendip                  | 13 tháng 8 năm 1794  | Được nắm giữ bởi Bá tước xứ Normanton ở Đẳng cấp quý tộc Ireland kể từ 1974.                                             | Được nắm giữ bởi Bá tước xứ Normanton ở Đẳng cấp quý tộc Ireland kể từ 1974.                   | Vua George III  |
|          | Nam tước Mulgrave                | 13 tháng 8 năm 1794  | Hầu tước xứ Normanby trong Đẳng cấp quý tộc Vương quốc Liên hiệp Anh.                                                    | Hầu tước xứ Normanby trong Đẳng cấp quý tộc Vương quốc Liên hiệp Anh.                          | Vua George III  |
|          | Nam tước Yarborough              | 13 tháng 8 năm 1794  | Bá tước xứ Yarborough trong Đẳng cấp quý tộc Vương quốc Liên hiệp Anh.                                                   | Bá tước xứ Yarborough trong Đẳng cấp quý tộc Vương quốc Liên hiệp Anh.                         | Vua George III  |
|          | Nam tước Hood                    | 27 tháng 5 năm 1795  | Tử tước Hood trong Đẳng cấp quý tộc Đại Anh.                                                                             | Tử tước Hood trong Đẳng cấp quý tộc Đại Anh.                                                   | Vua George III  |
|          | Nam tước Loughborough            | 31 tháng 10 năm 1795 | Bá tước xứ Rosslyn trong Đẳng cấp quý tộc Vương quốc Liên hiệp Anh.                                                      | Bá tước xứ Rosslyn trong Đẳng cấp quý tộc Vương quốc Liên hiệp Anh.                            | Vua George III  |
|          | Nam tước Rous                    | 28 tháng 5 năm 1796  | Bá tước xứ Stradbroke trong Đẳng cấp quý tộc Vương quốc Liên hiệp Anh.                                                   | Bá tước xứ Stradbroke trong Đẳng cấp quý tộc Vương quốc Liên hiệp Anh.                         | Vua George III  |
|          | Nam tước Brodrick                | 1 tháng 6 năm 1796   | Bản mẫu:Country data Kingdom of Ireland George Brodrick, Tử tước Midleton, MP                                            | Con cháu ông sở hữu 1 ghế trong Viện Quý tộc cho đến 1999.                                     | Vua George III  |
|          | Nam tước Stuart                  | 4 tháng 6 năm 1796   | Francis Stuart, Bá tước xứ Moray                                                                                         | Con cháu của ông sở hữu 1 ghế trong Viện Quý tộc cho đến 1963.                                 | Vua George III  |
|          | Nam tước Stewart xứ Garlies      | 6 tháng 6 năm 1796   | John Stewart, Bá tước xứ Galloway, MP                                                                                    | Con cháu của ông sở hữu 1 ghế trong Viện Quý tộc cho đến 1963.                                 | Vua George III  |
|          | Nam tước Saltersford             | 7 tháng 6 năm 1796   | Bản mẫu:Country data Kingdom of Ireland James Stopford, Bá tước xứ Courtown                                              | Con cháu của ông sở hữu 1 ghế trong Viện Quý tộc cho đến 1999.                                 | Vua George III  |
|          | Nam tước Harewood                | 18 tháng 6 năm 1796  | Bá tước xứ Harewood trong Đẳng cấp quý tộc Vương quốc Liên hiệp Anh.                                                     | Bá tước xứ Harewood trong Đẳng cấp quý tộc Vương quốc Liên hiệp Anh.                           | Vua George III  |
|          | Nam tước Cawdor                  | 21 tháng 6 năm 1796  | Earl Cawdor trong Đẳng cấp quý tộc Vương quốc Liên hiệp Anh.                                                             | Earl Cawdor trong Đẳng cấp quý tộc Vương quốc Liên hiệp Anh.                                   | Vua George III  |
|          | Nam tước Bolton                  | 20 tháng 10 năm 1797 | The Rt. Hon. Thomas Orde-Powlett                                                                                         | Thành viên Nội các chính phủ.                                                                  | Vua George III  |
|          | Nam tước Carrington              | 20 tháng 10 năm 1797 | Bản mẫu:Country data Kingdom of Ireland Robert Smith, Nam tước Carrington, MP                                            | Con cháu của ông sở hữu 1 ghế trong Viện Quý tộc cho đến 1999.                                 | Vua George III  |
|          | Nam tước Minto                   | 20 tháng 10 năm 1797 | Bá tước xứ Minto trong Đẳng cấp quý tộc Vương quốc Liên hiệp Anh.                                                        | Bá tước xứ Minto trong Đẳng cấp quý tộc Vương quốc Liên hiệp Anh.                              | Vua George III  |
|          | Nam tước Lilford                 | 26 tháng 10 năm 1797 | Thomas Powys, Esq. | Cựu thành viên Quốc hội của Northamptonshire.                                                  | Vua George III  |
|          | Nam tước Wodehouse               | 26 tháng 10 năm 1797 | Bá tước xứ Kimberley trong Đẳng cấp quý tộc Vương quốc Liên hiệp Anh.                                                    | Bá tước xứ Kimberley trong Đẳng cấp quý tộc Vương quốc Liên hiệp Anh.                          | Vua George III  |
|          | Nam tước Eldon                   | 18 tháng 7 năm 1799  | Bá tước xứ Eldon trong Đẳng cấp quý tộc Vương quốc Liên hiệp Anh.                                                        | Bá tước xứ Eldon trong Đẳng cấp quý tộc Vương quốc Liên hiệp Anh.                              | Vua George III  |

## Các tước vị đã tuyệt tự kể từ Đạo luật Đẳng cấp quý tộc của Viện Quý tộc 1999

### Nam tước bị bãi bỏ
| Shield | Title                     | Creation            | Extinct                  | Grantee                                                                      | Reason                                                 | Monarch        |
| ------ | ------------------------- | ------------------- | ------------------------ | ---------------------------------------------------------------------------- | ------------------------------------------------------ | -------------- |
|        | Nam tước King             | 29 tháng 5 năm 1725 | Ngày 31 tháng 1 năm 2018 | Sir Peter King                                                               | Incumbent Chưởng ấn Đại thần của Anh.                  | Vua George I   |
|        | Nam tước Lovel và Holland | 7 tháng 5 năm 1762  | 6 tháng 11 năm 2011      | Bản mẫu:Country data Kingdom of Ireland John Perceval, Bá tước xứ Egmont, MP | Con cháu của ông ngồi trong Viện Quý tộc cho đến 1999. | Vua George III |

## Các tước vị hiện tại không có người thừa kế

### Đẳng cấp quý tộc Đại Anh hiện tại
| Tước hiệu      | Quân chủ       |
| Barons         | Barons         |
| -------------- | -------------- |
| Nam tước Hawke | Vua George III |